# Bartolomé Márquez López
Bartolomé Márquez, més conegut com a "Tintín" Márquez, (Barcelona, 7 de gener de 1962) és un entrenador de futbol.

## Biografia
La seva trajectòria de jugador es basa en equips catalans de la província de Barcelona i Girona fins al 1994.
Després d'uns anys d'haver penjat les botes, torna al terreny de joc entrenant el CE Europa la temporada 1997-1998 i de la següent fins a la 2003-2004 va ser entrenador d'equips filials del RCD Espanyol. Les quatre següents temporades esdevé segon entrenador del primer equip fins que la temporada 2008-2009, és elegit primer entrenador, càrrec que ostenta fins al 30 de novembre de 2008.
Després de quasi un any inactiu, el 14 d'octubre de 2009 és nomenat nou entrenador del CE Castelló, en substitució de David Amaral, quan el club de la Plana Alta era cuer de la Segona Divisió, sent destituït l'abril de 2010.

## Palmarès com a entrenador
| Títol                       | Club                   | País      | Any       |
| --------------------------- | ---------------------- | --------- | --------- |
| Copa del Rei Juvenil        | Juvenil A RCD Espanyol | Espanya   | 2000-2001 |
| Campió de Lliga Juvenil     | Juvenil A RCD Espanyol | Espanya   | 2000-2001 |
| Campió de la Copa Catalunya | CE Europa              | Catalunya | 1998      |